# Fermeture administrative
Pour les articles homonymes, voir Fermeture.
Une fermeture administrative est un acte administratif, formalisant la décision prise par une administration publique de procéder à la fermeture d'un établissement (scolaire, commercial, etc.).
Cette décision peut faire suite à des constats de manquements à diverses réglementations (manquement à l'hygiène, au règlement de sécurité en matière de risque d'incendie, etc.) ou en cas de trouble à l'ordre public.